# Edmonton Oilers
O Edmonton Oilers é uma equipe profissional de hóquei no gelo baseada em Edmonton, Alberta, Canadá. São membros da Divisão do Pacífico da Conferência Oeste da NHL.
Os Oilers foram fundados oficialmente em 1971 por W. D. "Wild Bill" Hunter e Dr. Chuck Allard. A equipe disputou sua primeira temporada em 1972, como uma das doze franquias fundadoras da World Hockey Association (WHA). Inicialmente, a equipe seria um dos dois times da WHA localizados na província de Alberta, ao lado do Calgary Broncos. No entanto, quando os Broncos foram realocados para Cleveland, Ohio, antes do início da primeira temporada da WHA, os Oilers foram renomeados para Alberta Oilers. O time retornou para a nomenclatura atual no ano seguinte, tendo se juntado à NHL em 1979 como uma das quatro franquias absorvidas na união entre a NHL e a WHA.
Após sua chegada na NHL, os Oilers prosseguiam para conquistar a Stanley Cup cinco vezes, nas temporadas de 1983–84, 1984–85, 1986–87, 1987–88 e 1989–90. Ao lado do Pittsburgh Penguins, o time conquistou o maior número de campeonatos desde a união entre NHL e WHA, e também são os maiores campeões entre as equipes que entraram na liga após 1967. Entre todos os times da NHL, apenas o Montreal Canadiens conquistou a Stanley Cup por mais vezes desde a expansão da liga de 1967. Pelo sucesso na década de 80, o time da época ganhou o status de dinastia pelo Hall da Fama do Hóquei.
No entanto, os Oilers começaram a atravessar um mau momento logo após o locaute de 2004–05, onde depois de alcançar a final de 2006 ficou de fora dos playoffs entre 2006  e 2017. Os Oilers tiveram 12 escolhas de primeira rodada no Draft desde 2007, sendo que 10 dessas escolhas foram entre as dez primeiras, seis destas entre as quatro primeiras, e quatro destas foram a primeira escolha no geral: Taylor Hall, Ryan Nugent-Hopkins, Nail Yakupov e Connor McDavid; apenas McDavid e Nugent-Hopkins permanecem na equipe atualmente. McDavid, Nugent-Hopkins e Leon Draisatl lideraram a equipe na volta para as finais em 2024.
Os Oilers são uma das duas franquias da NHL sediadas em Alberta, além do Calgary Flames. A proximidade entre as duas equipes gerou uma forte rivalidade conhecida como a "Batalha de Alberta".

## Equipe atual
| Goleiros | Goleiros       | Goleiros         | Goleiros | Goleiros  | Goleiros                |
| Número   |                | Nome             | Luva     | Adquirido | Local de Nascimento     |
| -------- | -------------- | ---------------- | -------- | --------- | ----------------------- |
| 74       | Canadá         | Stuart Skinner   | E        | 2017      | Edmonton, Alberta       |
| 30       | Canadá         | Calvin Pickard   | E        | 2023      | Moncton, Novo Brunswick |
| 36       | Estados Unidos | Jack Campbell    | E        | 2022      | Port Huron, Michigan    |
| 35       | Canadá         | Olivier Rodrigue | E        | 2018      | Chicoutimi, Quebec      |

| Defensores | Defensores     | Defensores         | Defensores | Defensores | Defensores                   |
| Número     |                | Nome               | Chute      | Adquirido  | Local de Nascimento          |
| ---------- | -------------- | ------------------ | ---------- | ---------- | ---------------------------- |
| 2          | Canadá         | Evan Bouchard      | D          | 2018       | Oakville, Ontário            |
| 14         | Suécia         | Mattias Ekholm     | E          | 2022       | Borlänge, Suécia             |
| 25         | Canadá         | Darnell Nurse - A  | E          | 2013       | Hamilton, Ontario            |
| 5          | Canadá         | Cody Ceci          | D          | 2021       | Ottawa, Ontário              |
| 27         | Canadá         | Brett Kulak        | E          | 2022       | Edmonton, Alberta            |
| 73         | Canadá         | Vincent Desharnais | D          | 2016       | Laval, Quebec                |
| 86         | Suécia         | Philip Broberg     | E          | 2019       | Örebro, Suécia               |
| 51         | Canadá         | Troy Stecher       | D          | 2024       | Richmond, Colúmbia Britânica |
| 76         | Estados Unidos | Philip Kemp        | D          | 2017       | Greenwich, Connecticut       |
| 6          | Estados Unidos | Ben Gleason        | E          | 2023       | Ortonville, Michigan         |
| 85         | Estados Unidos | Cam Dineen         | E          | 2022       | Toms River, Nova Jérsia      |

| Atacantes | Atacantes      | Atacantes               | Atacantes | Atacantes | Atacantes | Atacantes                     |
| Número    |                | Nome                    | Chute     | Posição   | Adquirido | Local de Nascimento           |
| --------- | -------------- | ----------------------- | --------- | --------- | --------- | ----------------------------- |
| 97        | Canadá         | Connor McDavid - C      | E         | C         | 2015      | Richmond Hill, Ontário        |
| 29        | Alemanha       | Leon Draisaitl - A      | E         | C         | 2014      | Colônia, Alemanha             |
| 93        | Canadá         | Ryan Nugent-Hopkins - A | E         | C         | 2011      | Burnaby, Colúmbia Britânica   |
| 18        | Canadá         | Zach Hyman              | D         | LW        | 2021      | Toronto, Ontário              |
| 91        | Canadá         | Evander Kane            | E         | LW        | 2022      | Vancouver, Colúmbia Britânica |
| 19        | Canadá         | Adam Henrique           | E         | C         | 2024      | Brantford, Ontário            |
| 55        | Canadá         | Dylan Holloway          | E         | LW        | 2020      | Calgary, Alberta              |
| 90        | Canadá         | Corey Perry             | D         | RW        | 2024      | Peterborough, Ontário         |
| 71        | Canadá         | Ryan McLeod             | E         | C         | 2018      | Mississauga, Ontário          |
| 37        | Canadá         | Warren Foegele          | E         | LW        | 2021      | Markham, Ontário              |
| 28        | Canadá         | Connor Brown            | D         | RW        | 2023      | Toronto, Ontário              |
| 39        | Canadá         | Sam Carrick             | D         | C         | 2024      | Markham, Ontário              |
| 10        | Estados Unidos | Derek Ryan              | D         | C         | 2021      | Spokane, Washington           |
| 13        | Suécia         | Mattias Janmark         | E         | C         | 2022      | Danderyd, Suécia              |
| 21        | Estados Unidos | Adam Erne               | E         | LW        | 2023      | New Haven, Connecticut        |
| 62        | Canadá         | Raphael Lavoie          | D         | C         | 2019      | Chambly, Quebec               |
| 54        | Canadá         | Xavier Bourgault        | D         | C         | 2021      | L'Islet, Quebec               |
| 26        | Canadá         | Lane Pederson           | D         | C         | 2023      | Saskatoon, Sascachevão        |

## Notáveis torcedores
- Alphonso Davies, Todd McFarlane, Kurt Browning, Kevin Smith, Marc Belke, Daron Malakian, Josh Beauchamp, Brett Kissel, Gord Bamford.